# Celso Pestana
Celso Pestana (Ijuí, 10 de abril de 1900 — Estrada Rio-Petrópolis, 25 de abril de 1933) foi um militar brasileiro.

## Origens e formação
Filho do líder republicano Augusto Pestana e de Virgínia da Fontoura Trindade Pestana, nasceu na colônia de Ijuí, à época município de  Cruz Alta, onde viveu até os treze anos de idade. Era bisneto do líder farroupilha Antônio Vicente da Fontoura, negociador da Paz de Ponche Verde, e do cantor lírico italiano Gaetano Ricciolini, pioneiro da ópera na América do Sul.
Pestana ingressou na Escola Naval em 1919, onde se formou guarda-marinha em janeiro de 1922.

## Carreira na Marinha do Brasil
Celso Pestana foi promovido a segundo-tenente em setembro de 1922, a primeiro-tenente em março de 1925 e a capitão-tenente em julho de 1929. Entre outras funções, foi oficial no encouraçado "Floriano" e adjunto do Diretor-Geral do Arsenal da Marinha. Assumiu a ajutância-de-ordens da Presidência da República em 19 de abril de 1933.

## Acidente na Estrada Rio-Petrópolis

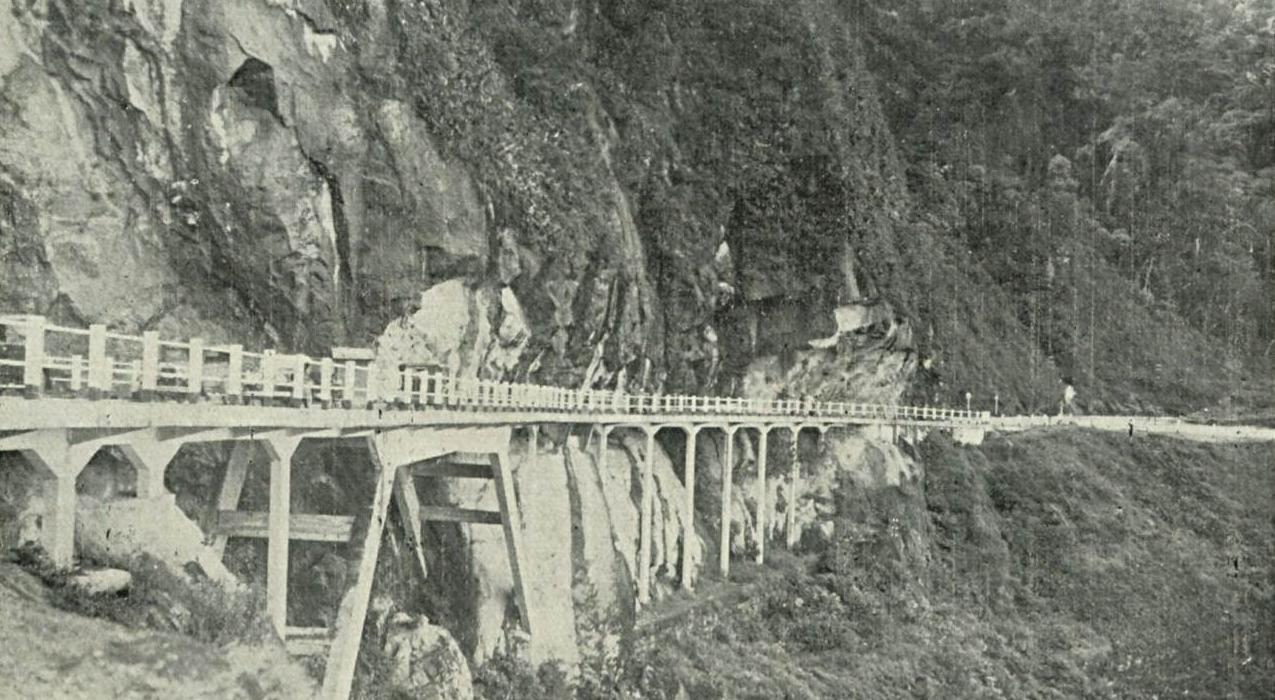
Local do acidente na Estrada Rio-Petrópolis, em imagem da época.

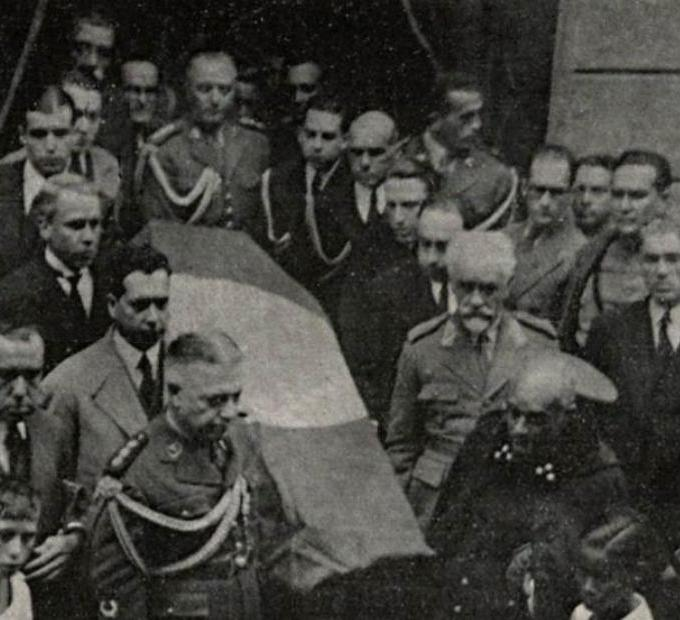
O esquife do comandante Pestana é levado pelos Ministros da Guerra e da Marinha (Rio de Janeiro, 26 de abril de 1933).

Seis dias após a nomeação como ajudante-de-ordens do Presidente da República, Pestana acompanhou Getúlio Vargas em viagem a Petrópolis. Era sua primeira missão oficial. Na subida da serra, em meio a forte tempestade, um bloco de granito de mais de 80 quilos se desprendeu da serra por volta das 19h30 e caiu exatamente sobre o veículo presidencial, fulminando o comandante Pestana e ferindo gravemente Vargas e sua esposa, Darci.
Em seu diário pessoal, o Presidente Vargas descreveu o acidente da seguinte forma (entrada de 30 de abril de 1933):
"De começo, chovia e ventava. Melhorou um pouco o tempo, subimos a serra, entramos na zona dos viadutos, passamos por um volumoso tronco de madeira, desviando-o. Recomeçou a chuva e o vento. Repentinamente, no seio da noite trevosa, um estrondo como de uma explosão. Senti um choque formidável sobre as pernas que me imobilizou. Parou o auto, verificamos a catástrofe: uma pedra rolara da montanha, atravessara a capota do auto e atingira em cheio o comandante Celso Pestana, que caiu fulminado, sem um gemido. Eu estava na ponta da esquerda e ele na minha frente, a Darci no meio e o menino à direita, não sendo atingido. Aguardamos a chegada do auto da polícia, foi retirada a pedra, e marchamos no próprio auto sinistrado para o Hospital São José. Foram 20 minutos de angústia. Eu, imobilizado num canto, tendo sobre as pernas o banco quebrado e o corpo do malogrado oficial. Darci, deitada sobre o banco, com a cabeça no meu ombro, ensangüentada, com a perna fraturada, gemia lamentosamente sob a pressão daquele duplo choque. Assim chegamos ao hospital."
As investigações policiais feitas à época descartaram a hipótese de atentado, sobretudo pelas condições meteorológicas no momento da tragédia e pela dificuldade de acesso à região. O local do acidente encontra-se próximo ao atual km 85 da pista de subida da BR-040, pouco antes do túnel Washington Luís (construído décadas mais tarde).

## Homenagens
Na breve biografia publicada pelo "Correio da Manhã" em 26 de abril de 1933, Celso Pestana é descrito como "oficial brilhante e distinto, muito conceituado na sua classe e considerado como um dos expoentes da sua turma, com inteligência, integridade de caráter e bondade". O Presidente Getúlio Vargas o promoveu post-mortem a capitão-de-corveta.
É homenageado com o nome da praça Comandante Celso Pestana, na Gávea, Rio de Janeiro.